# Maszaoka Siki
Maszaoka Siki (japánul: 正岡子規, Hepburn-átírással: Masaoka Shiki) (Macujama, 1867. szeptember 17. – Tokió, 1902. szeptember 19.) japán író, költő, irodalomkritikus és újságíró. Az 1894–95-ös első kínai–japán háborúban a Nippon című napilap riportere volt. Ő a megújítója az addig hokkuként ismert, általa haikura átkeresztelt versformának.
A haiku négy nagy mestere egyikének tartják (Macuo Basóval, Josza Buszonnal és Kobajasi Isszával együtt). A 20. század elején sikerült újra népszerűvé tennie a vaka versformát is.

## Magyarul
Néhány verse Faludy György fordításában jelent meg magyarul.
- Vért hány a kakukk. Maszaoka Siki haikuversei Terebess Gábor fordításában; artOrient, Bp., 2005